# سیارک ۲۵۳۷۳
سیارک ۲۵۳۷۳ (به انگلیسی: 25373 Gorsch، نامگذاری:1999TC166) بیست و پنج هزار و سیصد و هفتاد و سومین سیارک کشف شده‌است که در ۱۰ اکتبر ۱۹۹۹ کشف شد.
قدر مطلق سیارک برابر ۹.۸ است.